# Новый Лад
Новый Лад (укр. Новий Лад) — село в Прилукском районе Черниговской области Украины. Население — 89 человек. Занимает площадь 1,59 км².
Код КОАТУУ: 7424155902. Почтовый индекс: 17524. Телефонный код: +380 4637.

## Власть
Орган местного самоуправления — Малодевицкий поселковый совет. Почтовый адрес: 17523, Черниговская обл., Прилукский р-н, пгт Малая Девица, ул. Слободская, 3.